# Anne Pérard
Anne Pérard, née le 12 décembre 1743 à Charleville et morte en 1829 à Senlis, est une femme de lettres française.

## Biographie
Fille d’Étienne Pérard, avocat au Parlement et de Jeanne Pierdhouy, elle a écrit notamment, sous le pseudonyme de Mademoiselle de Chateauregnault, un Éloge historique d’Anne de Montmorency, publié en 1783 et salué par l’Académie de La Rochelle. L’abbé Sabatier de Castres, qui était un de ses familiers, affirme à propos de cet ouvrage que « c’est un morceau de notre histoire les mieux écrits que l’on connaisse ».
Elle figure dès 1804 dans le Dictionnaire historique, littéraire et bibliographique de Fortunée Briquet, mettant en exergue le talent féminin à travers 526 femmes qui ont vécu entre le VIe siècle et le début du XIXe siècle. 
C’est une des rares femme de lettres historiennes (même ce titre n’est pas encore d’usage) de son siècle, en France, avec Stéphanie Félicité du Crest de Saint-Aubin, comtesse de Genlis. Quelques religieuses telles Marie-Jacqueline Bouette de Blémur ou Françoise-Madeleine de Chaugy, s’étaient montrées d’excellentes mémorialistes ou chroniqueuses dès le siècle précédent, mais en vivant « en dehors du monde ».
Retirée à Senlis, elle y meurt à 85 ans.

## Principale publication
- Éloge historique d’Anne de Montmorency, duc et pair, maréchal, grand-maître, connétable de France et premier ministre de François Ier et de Henri II, Genève ; Paris, Moutard, 1783, 120 p. (lire en ligne).

## Sources
- Registre paroissial de Charleville, vue 70/73.
- Fortunée Briquet, Dictionnaire historique, biographique et littéraire des Françaises et étrangères naturalisées en France, Treuttel et Würtz, 1804 (lire en ligne).
- Antoine-Alexandre Barbier, Dictionnaire des ouvrages anonymes et pseudonymes composés, traduits ou publiés en français, avec les noms des auteurs, traducteurs et éditeurs, t. II, 1806 (lire en ligne), p. 578
- Jean-Baptiste-Joseph Boulliot, Biographie ardennaise, ou Histoire des Ardennais qui se sont fait remarquer par leurs écrits, leurs actions, leurs vertus ou leurs erreurs, t. II, 1830 (lire en ligne), p. 302-303.
- Joseph-Marie Quérard, La France littéraire ou dictionnaire bibliographique des savants, historiens et gens de lettres de la France, ainsi que les littérateurs étrangers qui ont écrit en français, plus particulièrement pendant les XVIIIe et XIXe siècles, t. 7, Firmin Didot Père et fils, 1835 (lire en ligne), p. 41.
- Ferdinand Hœfer, Nouvelle Biographie Générale, depuis les temps les plus reculés jusqu’à nos jours, avec les renseignements bibliographiques et l’indication des sources a consulter., t. 39, Ambroise Firmin Didot, 1854 (lire en ligne), p. 554.
- Catalogue d’une importante collection de livres rares et de manuscrits précieux, provenant, en grande partie, de feu M. le comte d’U..., dont la vente aura lieu le 30 novembre 1868 et jours suivants, rue des Bons-Enfants, 28., Paris, Schlesinger frères, 1868 (lire en ligne), p. 627.